# Alberto Moreno Pérez
Alberto Moreno Pérez (Sevilla, 5 de juliol de 1992) és un futbolista andalús que actualment juga com a defensa al Como 1907 de la Serie A. És internacional amb la selecció espanyola.

## Selecció espanyola
El 15 d'octubre de 2013, Moreno va debutar amb la selecció espanyola en un partit oficial per a la classificació de la Copa del Món de Futbol de 2014 davant Geòrgia, sent el 37è debutant amb Vicente del Bosque.
Moreno fou inclòs a la llista provisional de 30 jugadors que Vicente del Bosque va confeccionar pel Mundial del Brasil, però fou finalment un dels set homes que no varen entrar a la llista final.

## Palmarès
Sevilla FC
- 1 Lliga Europa de la UEFA: 2013-14.

Liverpool FC
- 1 Lliga de Campions de la UEFA: 2018-19.

Vila-real CF
- 1 Lliga Europa de la UEFA: 2020-21.

Selecció espanyola
- 1 Campionat d'Europa sub-21: 2013[3]